# 다카라가이케역
다카라가이케역(일본어: 宝ヶ池駅, たからがいけえき)은 일본 교토부 교토시 사쿄구에 위치한 에이잔 전철 에이잔 본선의 역이다. 역 번호는 E06이다.

## 역사
- 1925년 9월 27일: 영업 개시.
- 1942년 3월 2일: 교토 전등의 철궤도 사업을 게이후쿠 전기 철도가 승계, 게이후쿠 전기 철도 에이잔 본선의 역이 됨.
- 1986년 4월 1일: 게이후쿠 전기 철도가 에이잔 본선을 에이잔 전철에 양도, 에이잔 전철 에이잔 본선의 역이 됨.

## 역 구조

### 승강장
| ↑ 슈가쿠인                |
| \| 23 \| 4                |
| 미야케하치만・하치만마에↓ |

| 1 | ■ 에이잔 본선 | 슈가쿠인・데마치야나기 방면 | (야세히에이잔구치에서 오는 열차) |
| 2 | ■ 에이잔 본선 | 야세히에이잔구치 방면       |                                  |
| 3 | ■ 에이잔 본선 | 슈가쿠인・데마치야나기 방면 | (구라마에서 오는 열차)           |
| 4 | ■ 구라마 선   | 니켄차야・구라마 방면       |                                  |

## 역 주변
시라카와도리(국도 제367호선)를 끼고 역 남쪽에서 가와바타도리(국도 제367호선)를 넘어가 시라카와 도리의 고가교가 선로를 넘는다. 주변에는 시라카와도리 이외에는 산에 낀 좁은 주택지이다.
주차장과 코인 주차장이 가까이에 있다. 또한 북서쪽으로 약 1km에 교토 시 교통국 지하철 가라스마 선 고쿠사이카이칸역이 있다.
- 다카라가이케 공원 어린이의 낙원(구, 경륜장 철거지)
- 다카노 강
- 교토 가미타카노 우체국

## 인접역
| 에이잔 전철 ■ 에이잔 본선      | 에이잔 전철 ■ 에이잔 본선 | 에이잔 전철 ■ 에이잔 본선              |
| ------------------------------ | ------------------------- | -------------------------------------- |
| E05 슈가쿠인 데마치야나기 방면 |                           | 미야케하치만 E07 야세히에이잔구치 방면 |
| 에이잔 전철 ■ 구라마 선        |                           |                                        |
| 시·종착역                      |                           | 하치만마에 E09 구라마 방면             |